# Hitster
Hitster ist ein Party-Kartenspiel, das im Jahr 2022 beim Verlag Jumbo Spiele erschienen ist. Bei dem ursprünglich von Marcus Carleson und seinem Team als Print-&-Play-Spiel entwickelten Ratespiel geht es darum, Musiktitel in eine richtige chronologische Reihenfolge zu bringen. Dabei nutzt das Spiel eine Anbindung an den Musik-Streamingdienst Spotify, indem die einzuordnenden Lieder via QR-Code eingelesen und von Spotify abgespielt werden.

## Thema und Ausstattung
Hitster ist ein Spiel, bei dem die Mitspieler Musiktitel in eine korrekte chronologische Reihenfolge bringen müssen. Die Titel werden dabei von einem als DJ ausgewählten Spieler über eine an den Musik-Streamingdienst Spotify angebundene App von den Spielkarten eingescannt und abgespielt. Das Spielmaterial besteht aus 308 Musik-Karten, 37 Hitster-Plättchen und der Hitster-App zum Abspielen der Musik. Da die Lieder über Spotify gespielt werden, muss eine Internet-Verbindung vorhanden sein.

## Spielweise
Zu Beginn einer Spielrunde wird ein DJ ausgesucht, der die einzuordnenden Musiktitel abspielt und auch als Mitspieler am Spiel selbst teilnehmen kann. Der DJ muss ein Ausgabegerät besitzen, mit dem er die QR-Codes der Karten einscannen und die Titel auf Spotify abspielen kann. Die Mitspieler spielen jeweils einzeln oder in Teams. Jeder Mitspieler bzw. jedes Team erhält eine Musik-Karte, die so hingelegt wird, dass die Jahreszahl, der Interpret und Titel sichtbar sind. Zudem bekommt jeder Spieler zwei Hitster-Plättchen als „Joker“. Der DJ bekommt den Stapel mit den restlichen Songs legt sie mit dem QR-Code nach oben vor sich ab.
Gespielt wird im Uhrzeigersinn, beginnend mit dem Spieler links neben dem DJ. Der jeweils aktive Spieler bekommt eine Karte vom Stapel und der DJ scannt den Titel und spielt ihn ab. Der Spieler rät, ob der Titel vor oder nach dem bereits vor ihm liegenden Titel veröffentlicht wurde und legt die Karte entsprechend rechts oder links davon ab. Er darf, muss aber nicht, zusätzlich raten, wie der Titel heißt und von wem er stammt. Danach wird die Karte umgedreht, um zu kontrollieren, ob der Spieler korrekt geraten hat. Liegt sie korrekt, kann er die Karte behalten und liegen lassen, ansonsten gibt er sie ab. Hat er zudem den korrekten Interpreten und Song benannt, bekommt er ein zusätzliches Hitster-Plättchen.
Die Hitster-Plättchen können auf verschiedene Weise eingesetzt werden. Ist ein Spieler unsicher, kann er zwei Plättchen einsetzen, um einen anderen Song vorgespielt zu bekommen. Er kann ein Plättchen auch einsetzen, wenn er der Meinung ist, das eine gerade gelegte Musik-Karte eines Gegners falsch gelegt wurde, indem er es dort anlegt. Liegt er richtig und die Karte ist tatsächlich falsch angelegt worden, bekommt er diese und legt sie in seine Zeitreihe. Als dritte Option kann ein Spieler drei Hitster-Plättchen gegen eine Musik-Karte eintauschen, die er in seine Zeitreihe legt, ohne sie einordnen zu müssen.
Das Spiel endet, wenn ein Spieler 10 Karten in einer korrekten Reihe vor sich liegen hat. Dieser Spieler gewinnt das Spiel.

## Entwicklung und Veröffentlichung
Das Spiel Hitster wurde ursprünglich von einem Team rund um Marcus Carleson als Print-&-Play-Spiel entwickelt und von diesem 2020 nach einer Kampagne auf kickstarter veröffentlicht. 2021 erschien eine erste englische Version des Spiels bei Jumbo, 2022 wurde es zusätzlichen auf Deutsch, Spanisch, Französisch und Niederländisch veröffentlicht.
Das Spiel wurde von mehreren Kritikern und auf mehreren Plattformen überwiegend positiv bewertet. Der Kritiker Harald Schrapers bewertete das Spiel mit fünf von sechs möglichen Punkten. Er schreibt: „Entscheidung, dass das Spiel auf etwas zurückgreift, was viele Leute eh schon besitzen, halte ich für richtig“ und „die Hitster-App und die Spotify-App arbeiten auf dem Smartphone verblüffend reibungslos zusammen. Und da man Hitster am besten in großen Gruppen spielt, ist die Wahrscheinlichkeit, dass irgendjemand am Tisch bereits einen bezahlten Zugang zu Spotify – „Premium“ genannt – besitzt, recht hoch.“

## Erweiterungen und eigenständige Spiele
Für das Spiel Hitster erschienen mehrere Erweiterungen mit zusätzlichen Karten, die jeweils thematisch zusammengefasst sind. Diese können eigenständig und in beliebigen Kombinationen gespielt werden. Zudem gibt es Erweiterungen, die jeweils nur in bestimmten Ländern veröffentlicht werden.  2023 erschien in Deutschland Hitster: Schlagerparty als weitere Version des Spiels, in den Niederlanden wurde zeitgleich Hitster: Guilty Pleasures veröffentlicht. Ebenfalls 2023 veröffentlichte Jumbo in Skandinavien mit Hitster: Förläng Festen eine Version mit weiteren internationalen und zusätzlich skandinavischen Titeln.
Im Frühjahr 2024 folgten in Deutschland mit Hitster: Summer Party eine weitere Version mit Sommerhits und die deutsche Version von Hitster: Guilty Pleasures. In Frankreich erschien 2024 mit Hitster: 100% Franco eine Version, die sich vollständig auf französischsprachige Titel konzentriert. Im Herbst des Jahres folgte mit Hitster Bingo eine Variante, bei der das Spiel als Bingo-Version gespielt werden kann.
2025 erschienen in Deutschland die jeweils 150 Karten umfassenden Erweiterungen Movies & TV Soundtracks Expansion Pack und Bayern 1 Expansion Pack sowie Hitster Rock - Radio BOB als eigenständiges Spiel. In Schweden erschien Hitster Rock sowie eine spezielle Version des Spieles für die Schweiz mit den meistgespielten Hits in der Schweiz.

## Belege
1. 1 2 3 4 5 6  
Spielanleitung Hitster (engl.), Jumbo Spiele 2022;
 Spielregeln auf spielregeln.de; abgerufen am 13. Mai 2023.
2. ↑  Hitster auf kickstarter; abgerufen am 13. Mai 2023.
3. ↑  
Hitster, Versionen bei BoardGameGeek. Abgerufen am 13. Mai 2023.
4. ↑  
Harald Schrapers: Hitster, Rezension auf „Rezensionen für Millionen“; abgerufen am 13. Mai 2023.
5. ↑  Hitster: Schlagerparty in der Spieledatenbank BoardGameGeek (englisch); abgerufen am 24. Oktober 2024.
6. 1 2  Hitster: Guilty Pleasures in der Spieledatenbank BoardGameGeek (englisch); abgerufen am 24. Oktober 2024.
7. ↑  Hitster: Förlang Festen in der Spieledatenbank BoardGameGeek (englisch); abgerufen am 24. Oktober 2024.
8. ↑  Hitster: Summer Party in der Spieledatenbank BoardGameGeek (englisch); abgerufen am 24. Oktober 2024.
9. ↑  Hitster: 100% Franco in der Spieledatenbank BoardGameGeek (englisch); abgerufen am 24. Oktober 2024.
10. ↑  Hitster Bingo in der Spieledatenbank BoardGameGeek (englisch); abgerufen am 24. Oktober 2024.